# Tortú
Un torton (Tula i Briva), crespa (Usèrcha i Donzenac, a la Corresa) (creipa a la Creusa), pompa (Ussel i Maimac, a la Corresa), borriòl (Sentria i Alvèrnia), galeton, caussèra és una mena de torta fina i flexible, rodona, amb nombrosos ulls o petits forats, que es fa tradicionalment a la cuina llemosina i alvernesa per a acompanyar certs plats o a l'aperitiu. Se solen menjar enrotllades com una neula. Es fan amb farina de fajol, la qual cosa els dona un color torrat, greix d'ànec i aigua, que de vegades pot ser barrejada amb llet.
Es poden omplir, el més típic són les rostes d'ànec, o bé menjar soles. Són força habituals als aperitius, farcides de rostes, enrotllades i tallades a llesques, que s'han de picar amb un escuradents perquè no es desenrotllin. També es mengen molt per acompanyar plats a base d'ànecs, guisats, civets i amanides, o fins i tot com a protagonistes d'un plat, acompanyades d'amanida. A les paradetes les ofereixen amb farces salades o dolces, aquestes darreres solen ser un formatge fresc local (la calhada) semblant al mató o melmelada, de cirera, de nabiu o d'altres fruits del bosc.
A tots els Països Occitans hi ha aquesta mena de preparació, de vegades són guarnides amb herbes, espinacs, etc.

## Etimologia
El mot occità torton és un diminutiu de torta, és a dir, que vol dir "petita torta". Tourte o torta és el nom que es dona al pa de pagès rodó, i tortèu era el nom que es donava als panets més petits que es feien cap a l'any 1800 pels nens. Aquests "panets" de fet eren pans que avui consideraríem de mida normal, d'una lliura, més o menys, però és que en aquella època els pans de mida estàndard eren de cinc o sis quilos. Les tortes actuals són d'una i dues lliures aproximadament.

## Origen
Aquesta preparació, que podrien recordar unes creps o filloas, té un origen pagès i molt humil. Van néixer per a substituir el pa quan aquest era un producte de festa que alguns només podien permetre's al Nadal i en poques altres ocasions. Es feien llevar en un recipient anomenat tinòl, a prop del foc, i es coïen en una paella a la llar de foc (lo canton) de la cuina-menjador. Es feia amb fajol o "blat negre", que era més assequible que el blat per a fer el pa blanc, i encara avui es fa amb aquesta gramínia, que actualment a les cuines llemosina i alvernesa ja només s'utilitza per a preparar tortons.
Actualment, els tortons s'utilitzen encara per als mateixos usos que el pa, però són més preuats que aquest. Es poden fer casolans, o bé es compren a les fleques i a les xarcuteries (es fan amb greix d'ànec), on els tenen estesos un sobre l'altre i es compren a la unitat. Són habituals en paradetes, que en venen de casolans per a menjar com a snack al carrer, per exemple en dies de festa. En particular, es fan en grans quantitats cada any en la festa de la frairie des petits ventres.

## Variants i preparacions similars
En alguns llocs es fan variants d'aquest plat que encara tenen farina a més de patata. Als Països Catalans, "equivalen, en certa manera" a les truites de farina o amb trampa, que a l'Alt Empordà se solen dir pannades o tannares, i a les quals se sol afegir, per exemple, cansalada o botifarra.
També existeixen versions dolces, que es diuen crespères, crespèths, pascajons o pastères, segons el poble i que es fan a la Vall d'Aran per Tots Sants i a Gascunya per Carnestoltes, a més d'aquests llocs i altres, a Occitània, per Pasqua, d'on ve, per exemple, el mot pascajon. Aquesta versió dolça és parenta de les orelletes d'arreu dels Països Catalans i de les bunyetes norcatalanes. A Catalunya els crespells encara es fan a la Garrotxa, al Priorat, a la Ribagorça, etc. A Menorca també es fan unes pastes que es diuen crespells, però aquestes són diferents. El nom crespell, ve del llatí crispus, cresp, rull, que és la forma que prenen en general aquestes pastes en fregir-se. A Menorca el nom ve del fet que les vores són encrespades.

## Símbol identitari
Els tortons es poden considerar un símbol gastronòmic identitari del nord d'Occitània.